# Ophiomyia gracilimentula
Ophiomyia gracilimentula este o specie de muște din genul Ophiomyia, familia Agromyzidae, descrisă de Mitsuhiro Sasakawa în anul 2005.
Este endemică în El Salvador. Conform Catalogue of Life specia Ophiomyia gracilimentula nu are subspecii cunoscute.